# Isopropylnitrat
Isopropylnitrat, auch IPN genannt, ist der Salpetersäureester des Isopropanols, eine farblose bis gelbliche, ölige Flüssigkeit.

## Eigenschaften
In Reinform und im flüssigen Zustand ist Isopropylnitrat kaum zur Detonation zu bringen, die Dampf/Luftgemische sind jedoch hochexplosiv und reagieren weitaus heftiger als normale Kraftstoff/Luftmischungen. Bei Zimmertemperatur ist es eine ölige Flüssigkeit mit stechend scharfem, aber auch süßlichem, fruchtigem Geruch. Die Dämpfe sind ähnlich giftig wie die der meisten anderen kurzkettigen Alkylnitrate, wie Methylnitrat und Ethylnitrat. Sie verursachen nach längerer Exposition meist Kopfschmerzen und Benommenheit und schädigen bei chronischer Exposition die inneren Organe, besonders Lunge und Leber, und das Nervensystem. 

## Darstellung
Hergestellt wird Isopropylnitrat durch Veresterung von Isopropanol mit Salpetersäure oder besser Nitriersäure. Eine autokatalysierte Nebenreaktion ist die Oxidation des Isopropanols zu Aceton unter Bildung von Stickoxiden, die wesentlich exothermer ist, als die Nitrierungsreaktion und bei mangelnder Temperaturkontrolle und hohen Salpetersäurekonzentrationen unkontrolliert verlaufen kann.

## Verwendung
IPN wird in erster Linie als Raketen- und Turbinentreibstoff und als Additiv für Dieselkraftstoff eingesetzt. Die russische Raketenwerfer RPO-A Schmel und TOS-1 nutzen IPN als Komponente der thermobaren Sprengköpfe.